# 1120 років м. Ужгороду (монета)
«1120 ро́ків м. У́жгороду» — ювілейна монета номіналом 5 гривень, випущена Національним банком України. Присвячена адміністративному центру Закарпатської області — Ужгороду, мальовничому місту, розташованому на берегах річки Уж, яке виникло як фортеця та було свідком багатьох історичних подій у Закарпатті.
Монету введено до обігу 25 грудня 2013 року. Вона належить до серії «Стародавні міста України».

## Опис монети та характеристики
| Номінал грн. | Метал      | Маса, г | Діаметр, мм | Якість виготовлення       | Гурт     | Тираж, штук |
| ------------ | ---------- | ------- | ----------- | ------------------------- | -------- | ----------- |
| 5            | нейзильбер | 16,54   | 35          | спеціальний анциркулейтед | рифлений | 30 000      |

### Аверс
На аверсі монети розміщено: угорі малий Державний Герб України, напис півколом "НАЦІОНАЛЬНИЙ БАНК УКРАЇНИ; під гербом на стрічці напис — «УЖГОРОДСЬКИЙ ЗАМОК»; у центрі зображено Ужгородський замок, обнесений захисним муром, на тлі якого гілочка сакури; ліворуч — рік карбування монети «2013»; унизу на дзеркальному тлі — номінал «П'ЯТЬ ГРИВЕНЬ» та праворуч логотип Монетного двору Національного банку України.

### Реверс
На реверсі монет на дзеркальному тлі зображено панораму міста та пішохідний міст через річку Уж в обрамленні гілок сакури; угорі ліворуч — герб Ужгорода; унизу розміщено напис: «1120»/«РОКІВ УЖГОРОД».

## Автори

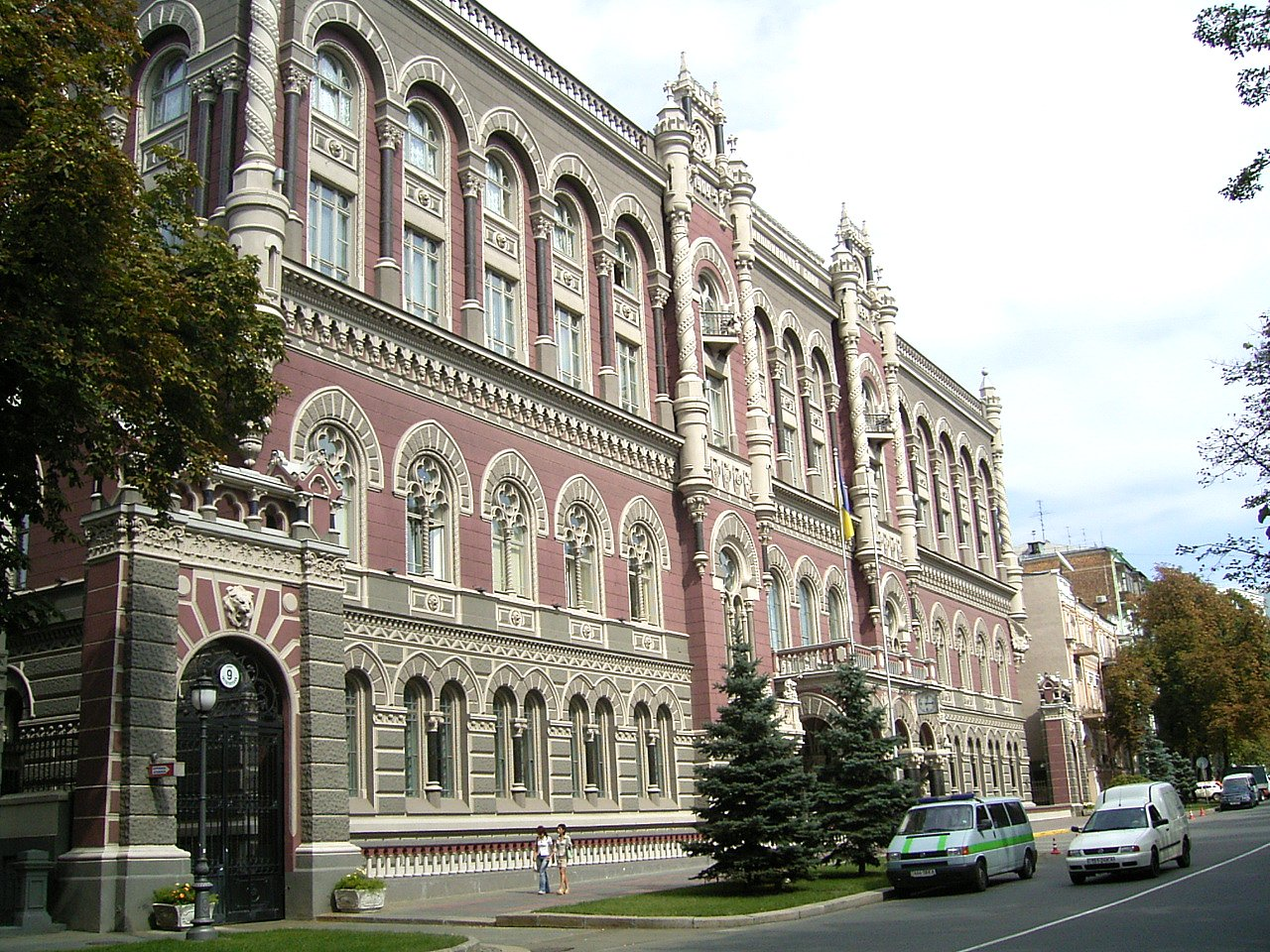
Будівля Національного банку України

- Художники: Марія Скоблікова, Олександр Кузьмін.
- Скульптори: Володимир Атаманчук, Володимир Дем'яненко.

## Вартість монети
Під час введення монети в обіг у 2013 році, Національний банк України реалізовував монету через свої філії за ціною 25 гривень.
Фактична приблизна вартість монети, з роками змінювалася так:
| Рік        | 2014 | 2015 | 2016 | 2017 | 2018 | 2019 | 2020 | 2021 | 2022 | 2023 | 2024 | 2025 |
| ---------- | ---- | ---- | ---- | ---- | ---- | ---- | ---- | ---- | ---- | ---- | ---- | ---- |
| Ціна, грн. | 30   | 40   | 50   | 65   | 70   | 75   | 75   | 80   | 80   | 200  | 300  | 320  |